# 国道152号

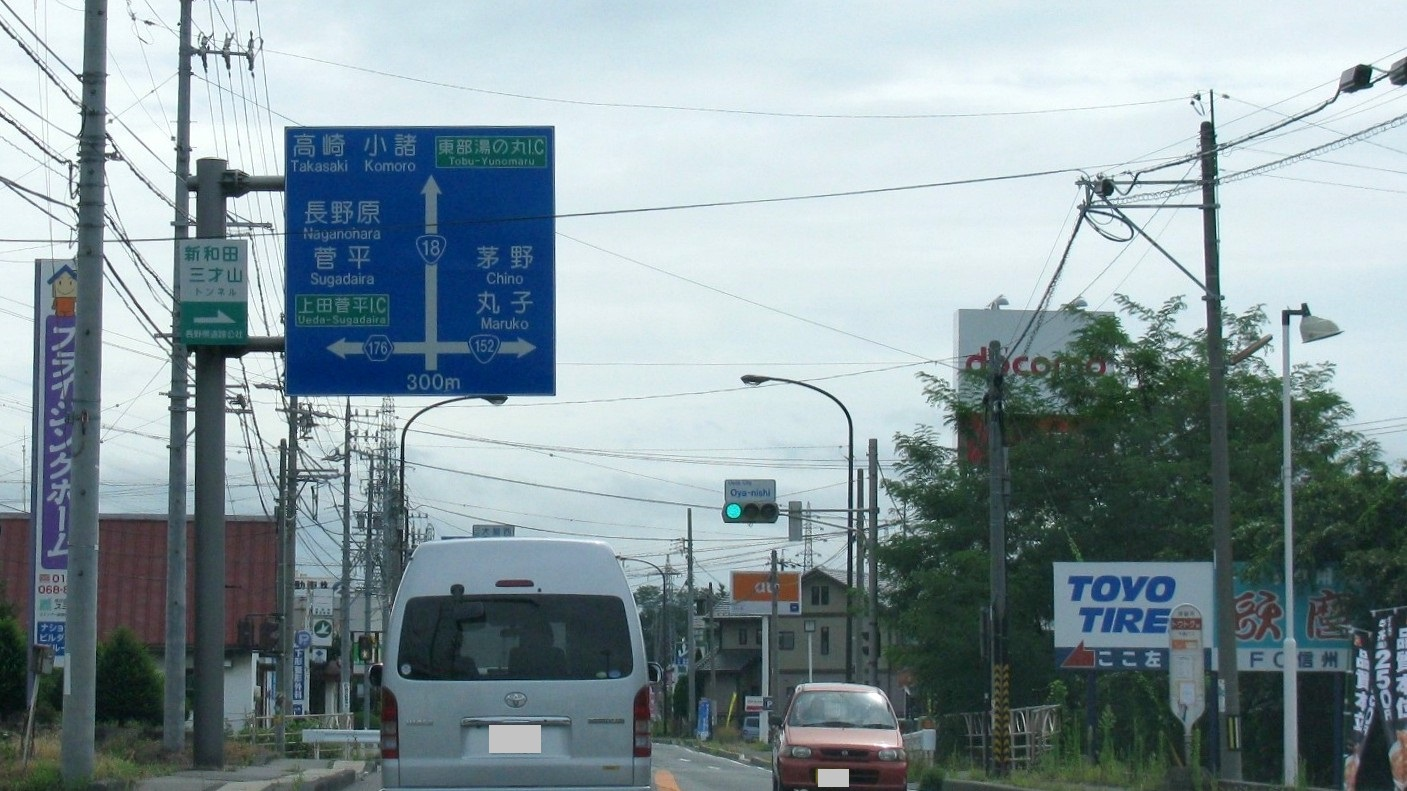
国道152号 起点
長野県上田市 大屋交差点付近

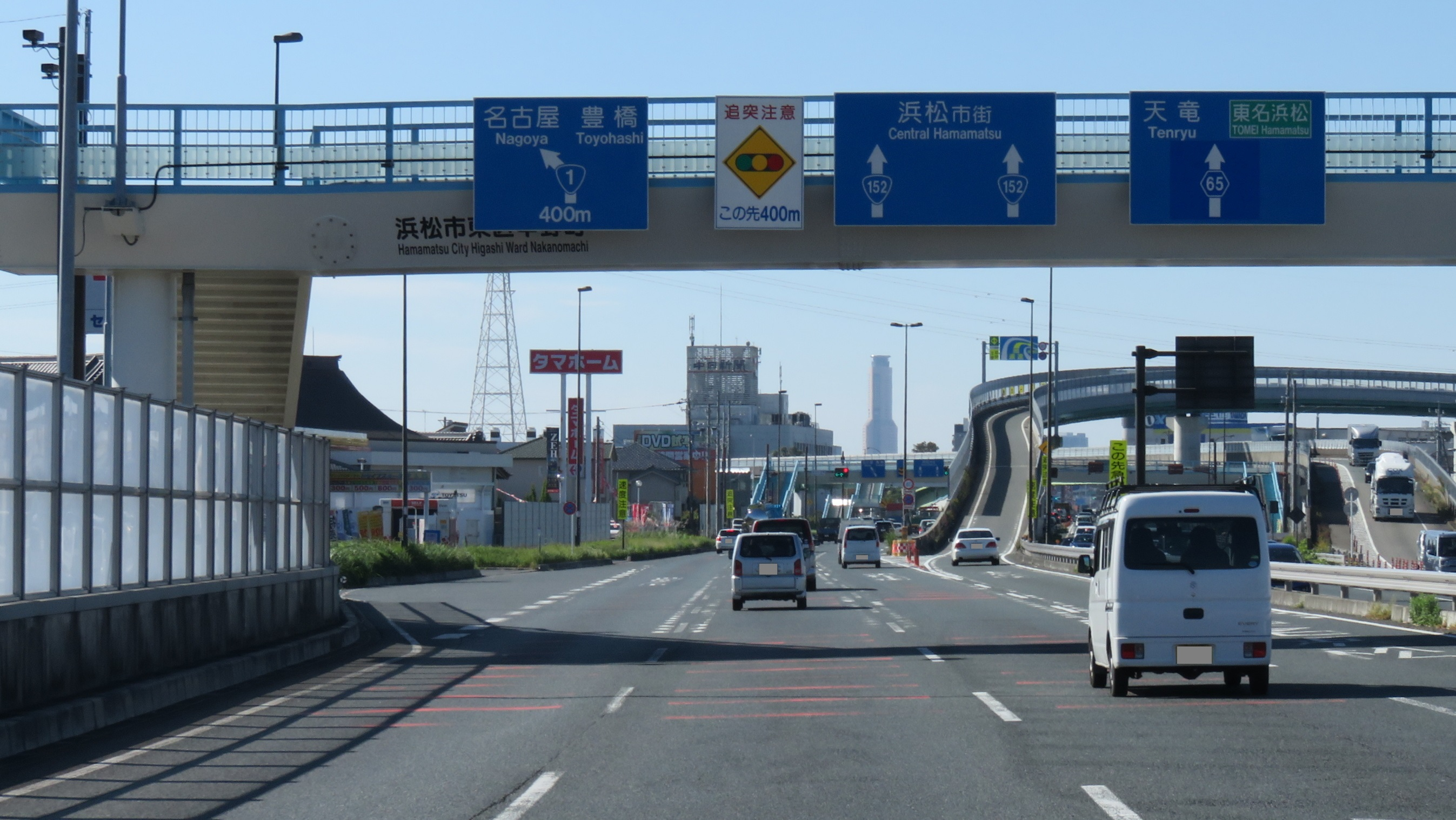
国道152号 終点
静岡県浜松市中央区 北島交差点付近

国道152号（こくどう152ごう）は、長野県上田市から茅野市を経由して、静岡県浜松市中央区に至る一般国道である。

## 概要

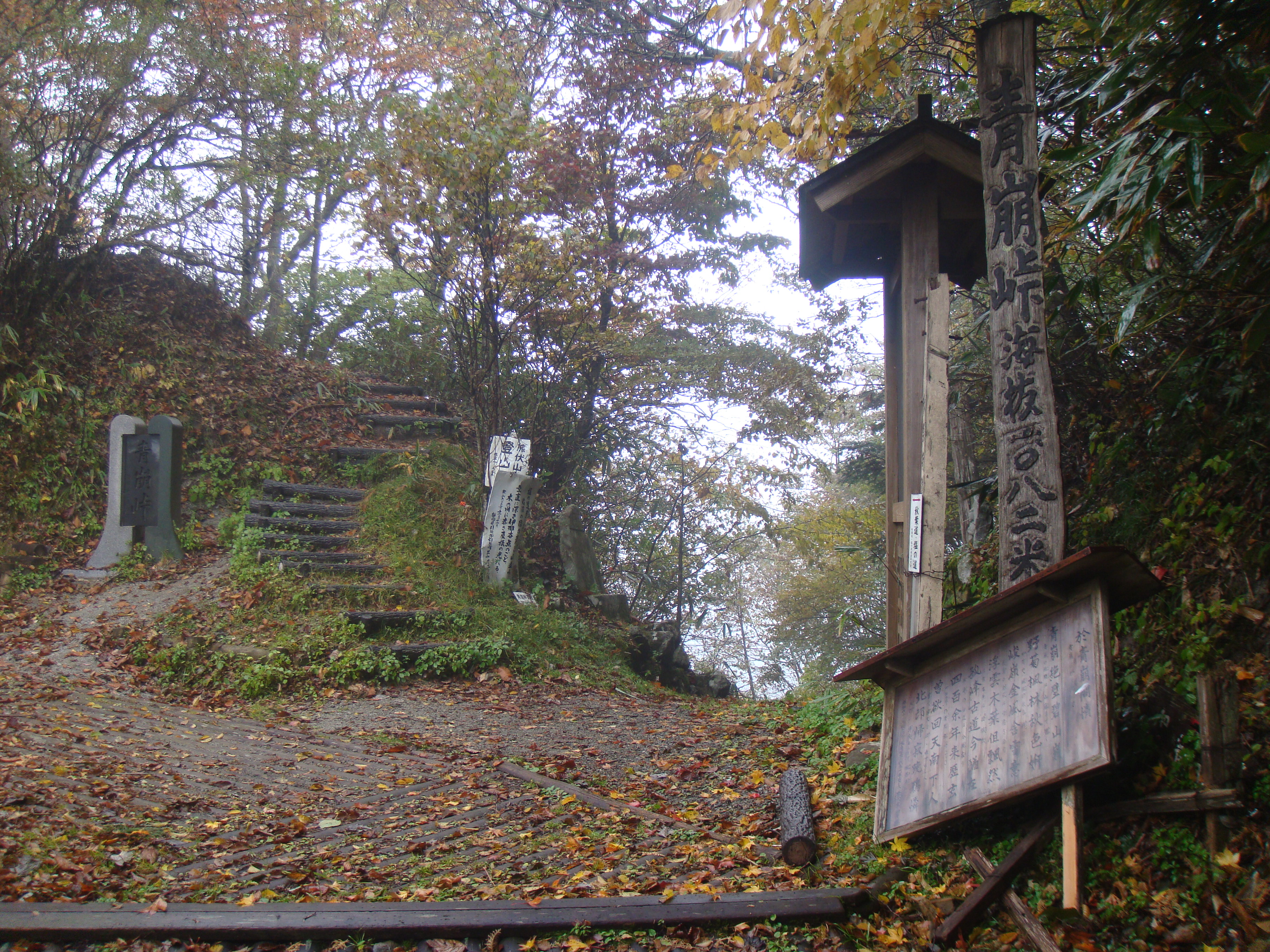
代表峠の一つである青崩峠
静岡県側から長野県側を望む。

長野県上田市から、同県内の八ヶ岳や南アルプスの山間部を縦断して、静岡県の天竜川や支流の水窪川に沿って浜松市街に下る国道路線。かつての杖突街道および、「塩の道」として物資交流があった秋葉街道を踏襲している。路線上には信州の代表的な峠である青崩峠と地蔵峠の2箇所に車両交通不能区間があるほか、山岳地帯では幅員の狭い区間が多く、ホイールベース5 m超の大型車では本道を用いた長野県と静岡県の往来は不可能である。このため、静岡・長野県境の山岳地帯では、本道に併走するかたちで三遠南信自動車道の整備が進められている。

### 路線データ
一般国道の路線を指定する政令に基づく起終点および重要な経過地は次のとおり。
- 起点：上田市（大屋交差点 = 国道18号・長野県道176号下原大屋停車場線交点）
- 終点：浜松市（中央区、北島交差点 = 国道1号交点、静岡県道65号浜松環状線終点）
- 重要な経過地：長野県小県郡丸子町[注釈 2]、同郡長門町[注釈 3]、茅野市、同県上伊那郡高遠町[注釈 4]、同県下伊那郡上村[注釈 5]、同郡南信濃村[注釈 5]、静岡県磐田郡水窪町[注釈 6]、同郡佐久間町[注釈 6]、天竜市[注釈 6]、浜北市[注釈 7]
- 総延長 : 266.1 km（長野県 173.3 km、静岡県 0.1 km、浜松市 92.8 km）重用延長、未供用延長を含む[3][注釈 8]
- 重用延長 : 1.5 km（長野県 1.3 km、静岡県 - km、浜松市 0.2 km）[3][注釈 8]
- 未供用延長 : 7.0 km（長野県 3.0 km、静岡県 - km、浜松市 4.0 km）[3][注釈 8]
- 実延長 : 257.7 km（長野県 169.0 km、静岡県 0.1 km、浜松市 88.6 km）[3][注釈 8]
  - 現道 : 240.4 km（長野県 158.7 km、静岡県 - km、浜松市 81.6 km）[3][注釈 8]
  - 旧道 : 3.3 km（長野県 3.3 km、静岡県 - km、浜松市 - km）[3][注釈 8]
  - 新道 : 14.0 km（長野県 6.9 km、静岡県 0.1 km、浜松市 7.0 km）[3][注釈 8]
- 指定区間：なし[4]

## 歴史
赤石山脈の山岳部を越える道は、かつて塩が採れない信州に太平洋から塩を運ぶための「塩の道」もしくは、旧秋葉街道ともよばれ、戦国時代の武将武田信玄が上洛を目指し進軍した街道でもある。
秋葉街道の青崩峠には、大坂夏の陣の後に豊臣方の落人が信濃国に入国しないよう徳川家康の命で遠山土佐守が梁木島番所を設置し、1870年（明治3年）に廃止されるまで遠山氏が番所の役人を務めた。
道路法（昭和27年法律第180号）に基づく二級国道として初回指定された路線のひとつである。国道指定当初は、長野県飯田市から愛知県北設楽郡三輪村まで二級国道151号と重複し、同村からは現在の静岡県道・愛知県道9号天竜東栄線を経て静岡県磐田郡二俣町の鹿島橋交差点に至り、同交差点からはバイパス化を除けば現在と同等の経路によって終点の浜松市に至る路線として指定された。1969年（昭和44年）公布の政令により、翌1970年（昭和45年）4月1日に経路が変更されて、飯田市から長野県下伊那郡上村を経由し、同村からは青崩峠を経由して終点の浜松市に至る路線となった。1975年（昭和50年）に施行された国道256号の経路変更に伴って飯田市から下伊那郡上村にかけてが同国道と重複区間となり、1993年（平成5年）に起点から一部区間（飯田市 - 長野県下伊那郡上村）を国道256号の単独区間とし、国道256号の一部（茅野市 - 長野県下伊那郡上村）および長野県道11号上田茅野線を編入することで現在の経路となった。また、終点である浜松市中央区の北島交差点から連尺町交差点にかけての区間は、かつて国道1号で、中間にある子安交差点から連尺町までは旧東海道の区間でもある。

### 年表
- 1953年（昭和28年）5月18日 - 二級国道152号飯田浜松線（飯田市 - 愛知県北設楽郡三輪村 - 浜松市）として指定施行[13]。
- 1965年（昭和40年）4月1日 - 道路法改正により一級・二級区分が廃止されて一般国道152号（飯田市 - 愛知県北設楽郡東栄町 - 浜松市）として指定施行[2]。
- 1970年（昭和45年）4月1日 - 途中経路が変更されて、一般国道152号（飯田市 - 長野県下伊那郡上村 - 浜松市）として指定施行[8]。
- 1993年（平成5年）4月1日 - 起点側を延伸して一般国道152号（上田市 - 茅野市 - 長野県下伊那郡上村[注釈 5] - 浜松市）として指定施行[12]。
- 2020年（令和2年）7月4日 - 令和2年7月豪雨により、浜松市天竜区龍山町地内で土砂災害。迂回路を設定しながら復旧工事が行われ、同年12月29日に暫定開通[14]。
- 2023年（令和5年）6月2日 - 令和5年台風第2号に伴う令和5年6月豪雨により、浜松市天竜区龍山町地内で土砂災害があり通行止め[15]。同年8月31日より条件付きで通行再開[16]。
- 2024年（令和6年）5月15日 - 令和2年7月豪雨の際に発生した地すべりにより被災した秋葉トンネルが、災害復旧工事のため工事完了まで終日通行止め[17]。
- 2025年（令和7年）2月28日 - 秋葉トンネルが通行再開[18]。

## 路線状況

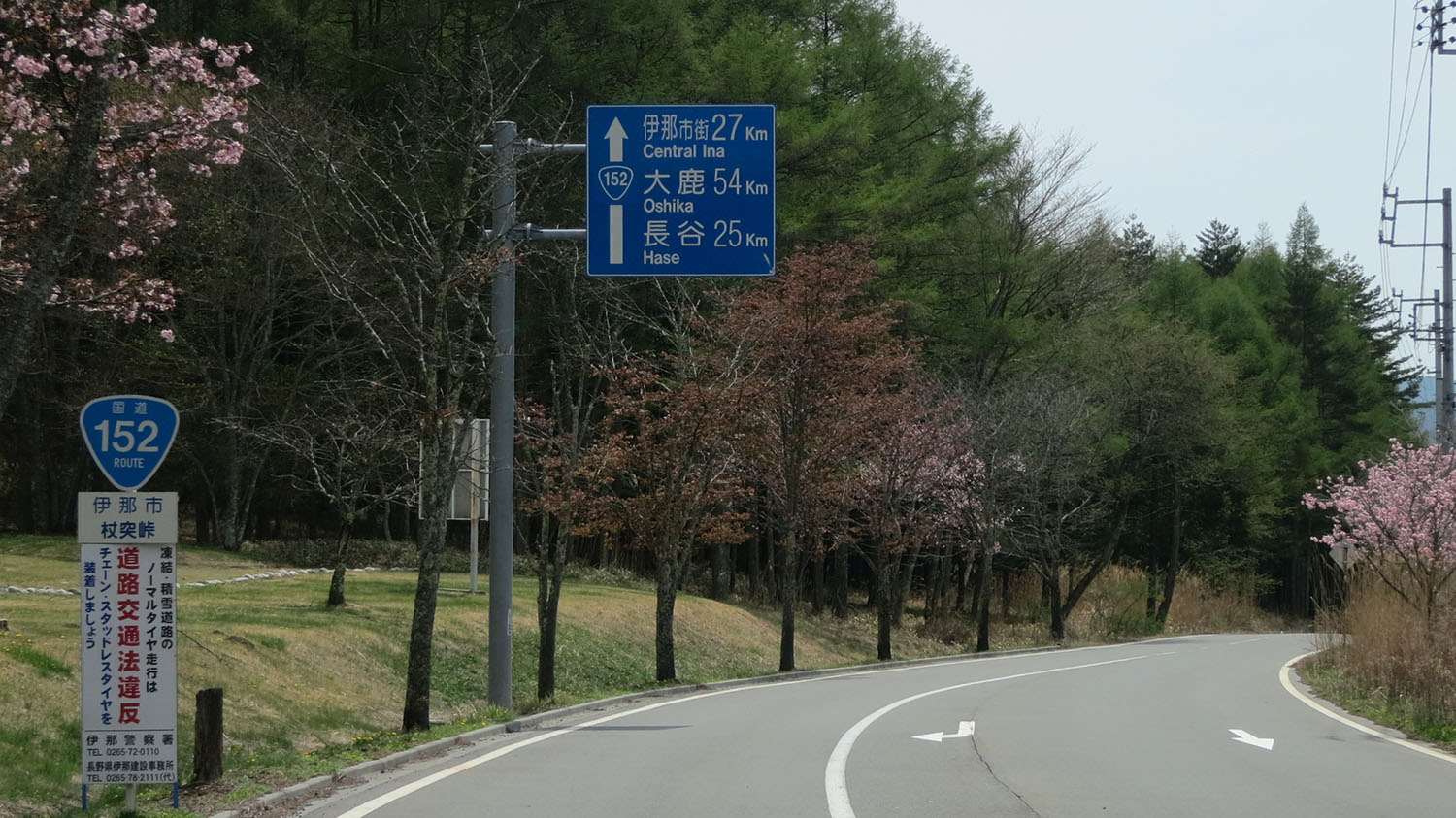
杖突峠付近
長野県伊那市高遠町藤澤

一般国道の一部区間が途切れている分断国道は全国に複数あるが、国道152号は車両通行不可能な分断区間が2箇所に渡って存在する一般国道の中でも非常に珍しい路線である。
浜松市中央区のメインストリートとなっている「大手通り」（下池川町交差点 - 連尺交差点）は6車線を有する。その一方で、青崩峠付近など赤石山脈沿いの山岳路では自動車1台分の道幅しかなく、地域によって道路整備度の落差が大きい。特に、分杭峠、地蔵峠、青崩峠付近の道路では車両でのすれ違いは困難である。地蔵峠と青崩峠には車道は通じておらず、峠を越えるためには登山道を徒歩で登っていくか、車両で通行する場合は林道で迂回する必要がある。車両通行不可能な未開通区間があるため、いわゆる「酷道」のひとつに数えられていて、青崩峠は兵越林道（ひょうごえりんどう、ひょうごしりんどう）、地蔵峠は蛇洞林道（じゃほらりんどう）で迂回することができる。
青崩峠は、その名が示すとおり青っぽい色の岩盤が非常に崩れやすく地質が脆いところで、何度か地質調査が行われたが、あまりの崩落の激しさから技術上の理由でトンネル工事を断念せざるを得ず、国道に指定されてから半世紀以上を経ても不通区間解消には至っていない。
浜松市天竜区の青崩峠付近にある草木トンネルは、もともと三遠南信自動車道（国道474号）の一部として供用された区間である。青崩峠付近は地質が脆いため、兵越峠へ迂回するルートとして先行して建設されたトンネルであるが、その先の周辺地盤がもろく高規格幹線道路としては不適格であることが判明したため、三遠南信自動車道のルートとしては放棄、一般道へ格下げする改修を経て、国道152号に編入された区間である。
分断区間以外でも、自然災害によって通行止が度々発生していて、2020年には令和2年7月豪雨によって通行止が発生し、迂回路となっていた静岡県道285号大輪天竜線も10月14日に土砂崩れが発生したため、沿線は寸断状態となっている。

### 通称
長野県長和町 - 茅野市芹ヶ沢は「大門街道」、茅野市芹ヶ沢交差点 - 同市御座石神社交差点は「メルヘン街道」、茅野市御座石神社交差点 - 同市あけぼの隧道は「ビーナスライン」、杖突峠越えは「杖突街道」という別名がある。また、長野県伊那市 - 静岡県浜松市間は、古くから太平洋でとれた塩を信州へ運ぶための交易路「塩の道」としてよく知られる「秋葉街道」の別名がある。浜松市中央区連尺町 - 同区北島町は「東海道」で、国道1号の旧道の一部だった区間が国道152号へ変更されたものである。
- 大門街道（だいもんかいどう）
- 杖突街道（つえつきかいどう）
- 秋葉街道（あきはかいどう）
- 信州街道（しんしゅうかいどう）
- 自動車街通り（じどうしゃがいどおり） 浜松市中央区宮竹町（宮竹交差点） - 同区北島町（北島交差点）

この区間は、古くから沿線に国内・国外メーカーのディーラーや中古車ディーラーが集中しているためこの名が付いた。近年は自動車販売台数の減少や自動車メーカーの販売チャネルの再編に伴い、自動車ディーラーは減少し、飲食店や家電量販店の出店が目立っている。
また、同区間は終点から東へつながる国道1号新天竜川橋の新設で、1960年代に国道1号の路線が天竜川橋 - 子安交差点間から移行された区間である（並行しているその旧道は現在は静岡県道261号磐田細江線および静岡県道312号中野子安線になっている）。1969年に北島交差点を南下し、かつての南区内を通過して中央区篠原町に至るバイパス（通称浜松バイパス）が開通したことで、1970年代には国道1号の本線機能が同バイパスに一本化され、国道152号がこの区間を引き継いで現在に至っている。なお、この区間内には含まれない宮竹交差点 - 子安交差点間も同様である。
- 二俣街道（ふたまたかいどう） 浜松市天竜区山東（山東交差点） - 同市浜名区新原（遠州鉄道交差地点）間

なお、浜名区新原以南から中央区田町までの区間も二俣街道であり、かつてはこちらが国道152号であった。旧浜松市内には道路の通称名の標識が設置されている。旧道は一部で県道の一部となっている他は市道となっている。
- 飛龍街道（ひりゅうかいどう） 浜松市浜名区上島（飛龍大橋） - 同市中央区連尺町（連尺交差点）

国道の飛龍大橋までの延伸を控え、浜松市土木管理課の愛称公募によって命名。同区間は旧道である二俣街道がかつて現道であった当時にバイパス道路として建設された浜北・積志・有玉・高林の各バイパスを含む区間。このうち浜名区平口 - 中央区有玉南町は既存の道路を拡幅したもので、1970年代中盤 - 後半に開通した。現道になり愛称が設定されてからも店舗名などにバイパスの名称を残し、利用されている。

### バイパス
- 長門バイパス（長野県長和町）
- 柏原バイパス（長野県茅野市北山）
- 安国寺バイパス（長野県茅野市宮川安国寺）

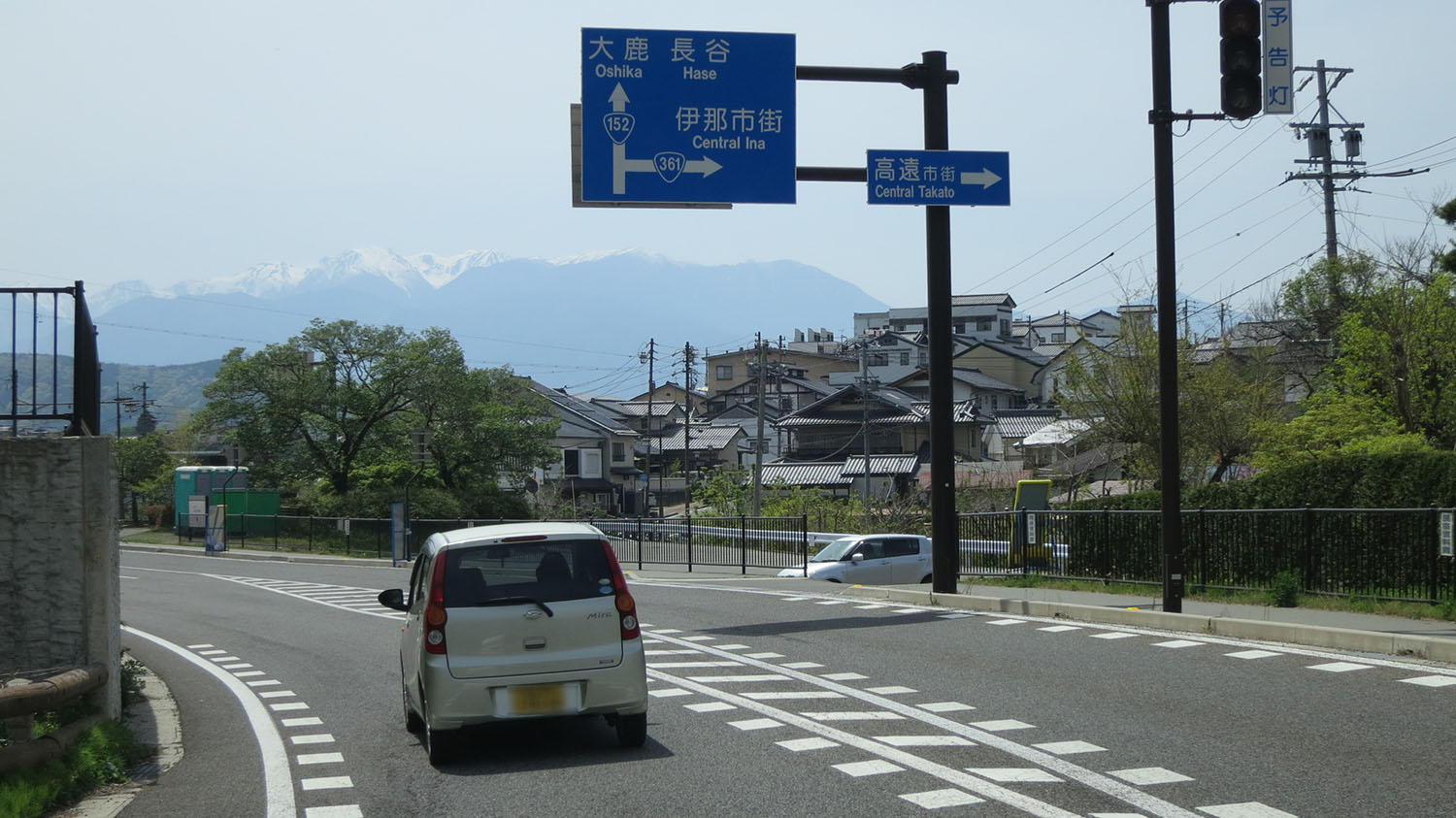
高遠バイパス
（国道361号との分岐）
長野県伊那市高遠町東高遠

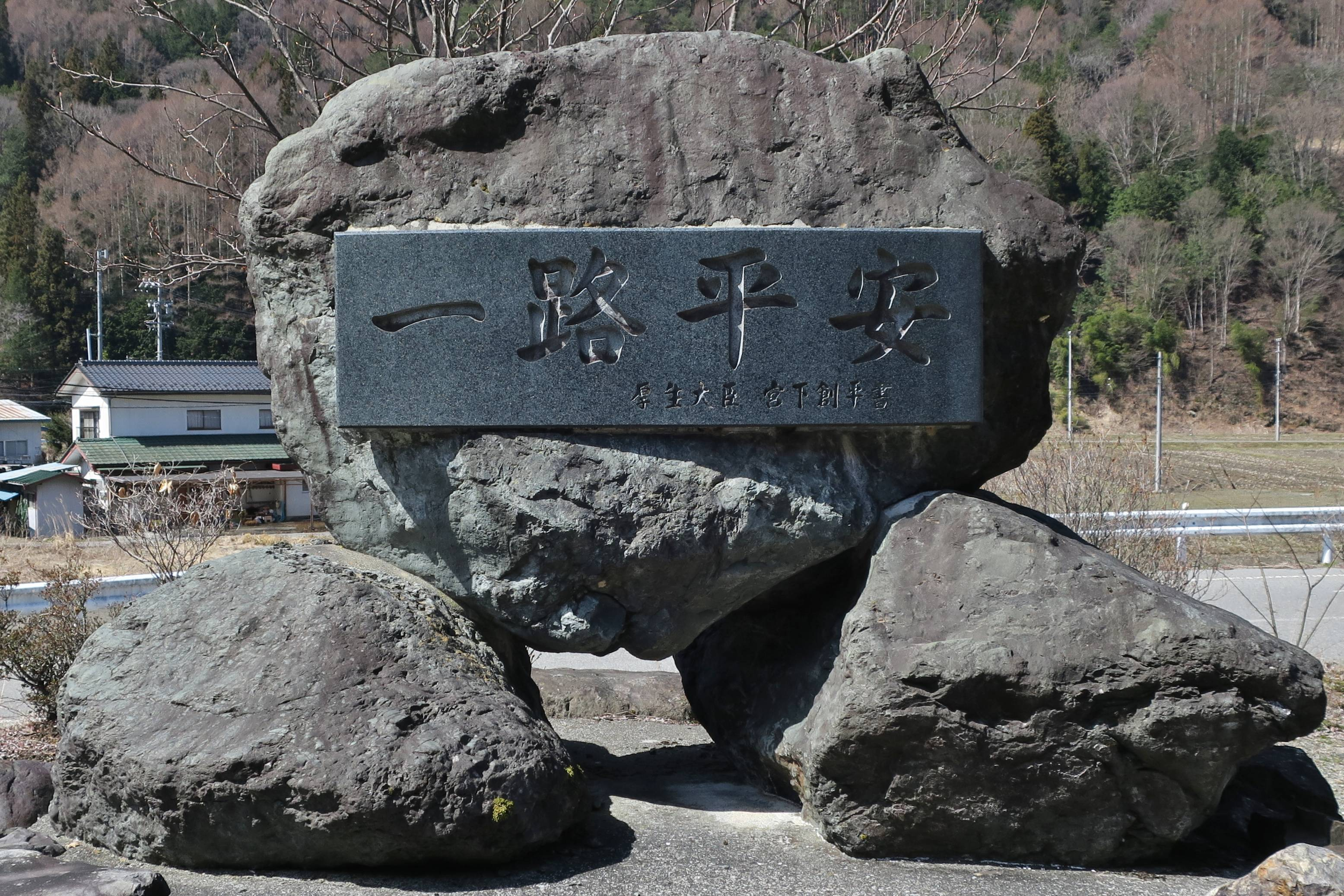
市野瀬バイパス開通記念碑
長野県伊那市長谷市野瀬

- 栗田〜四日市場バイパス（2022年2月3日開通[25]）
- 高遠バイパス
- 市野瀬バイパス
- 小塩由井神バイパス
- 小道木バイパス・和田バイパス・小嵐バイパス（三遠南信自動車道に関連する国補改築事業として事業中）
- 草木トンネル
- 相月バイパス
- 浜北〜天竜バイパス[26]（2012年3月28日に飛龍大橋北 - 新原東原北間の区間が全通し浜北バイパスと接続。新東名高速道路の浜松浜北インターは、このバイパスと接続している。飛龍大橋以北は事業中）
- 浜北バイパス

### 重複区間

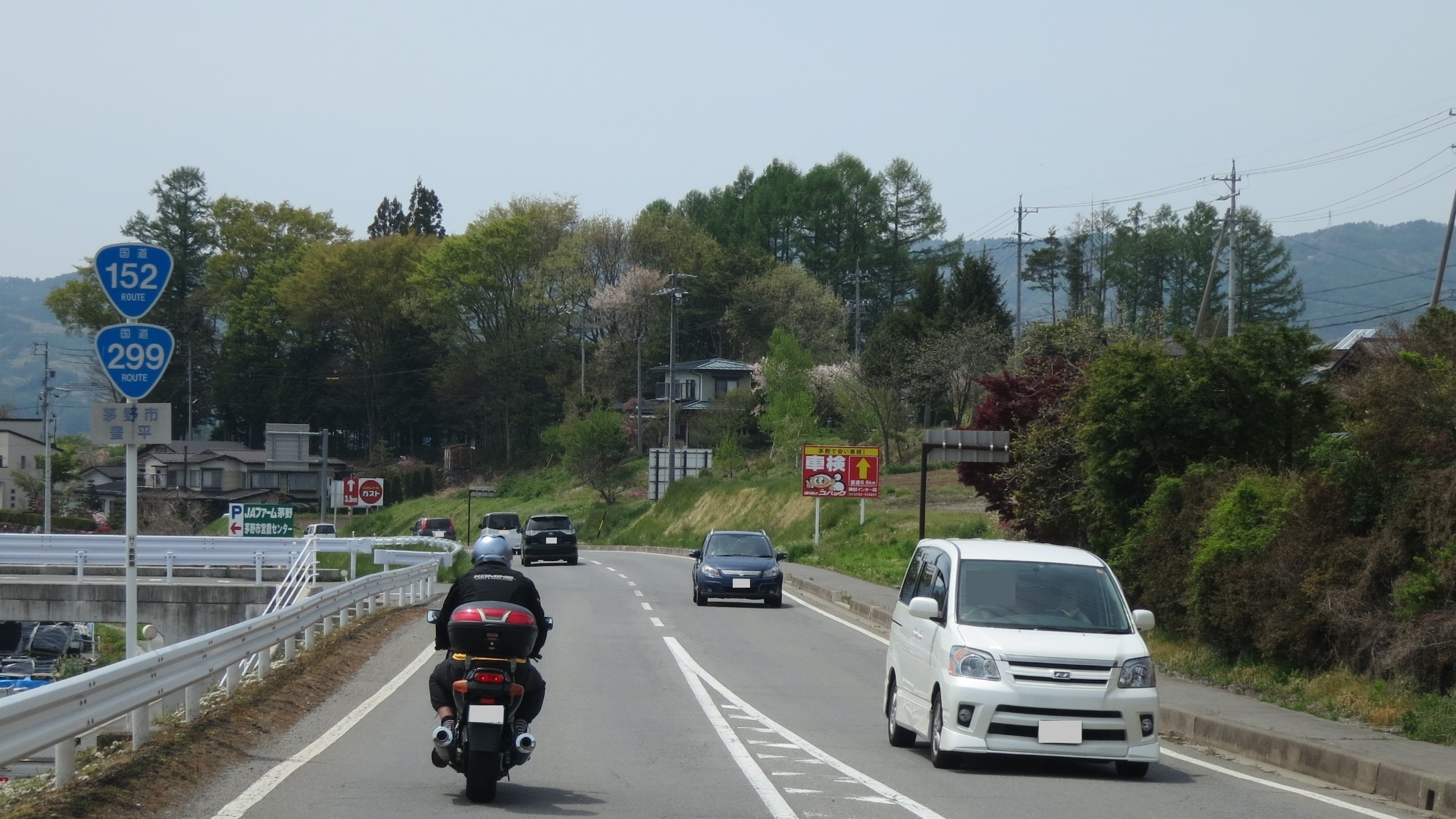
国道299号との重複
長野県茅野市豊平南大塩

- 国道254号（長野県上田市・腰越上交差点 - 小県郡長和町・依田窪病院入口 / 有坂交差点[注釈 11]）
- 国道142号（長野県小県郡長和町・長久保交差点 - 小県郡長和町・大和橋交差点）
- 国道299号（長野県茅野市芹ヶ沢交差点 - 茅野市・新井交差点）
- 国道473号（静岡県浜松市天竜区・大井橋交差点 - 浜松市天竜区・山東交差点）
- 国道362号（静岡県浜松市天竜区・山東交差点 - 浜松市浜名区・根堅交差点）

### 通行規制
分断区間
静岡・長野県境の青崩峠（飯田市 - 浜松市天竜区）および、長野県内の地蔵峠（大鹿村 - 飯田市）の2か所に不通区間（点線国道）がある。
この区間は、いずれも約2 kmあり徒歩30分を要する登山道として整備がされている。自動車交通の代替路として舗装化された林道でつながっており、青崩峠は兵越林道、地蔵峠は蛇洞林道によって迂回することが可能である。
冬期閉鎖
分杭峠および地蔵峠周辺

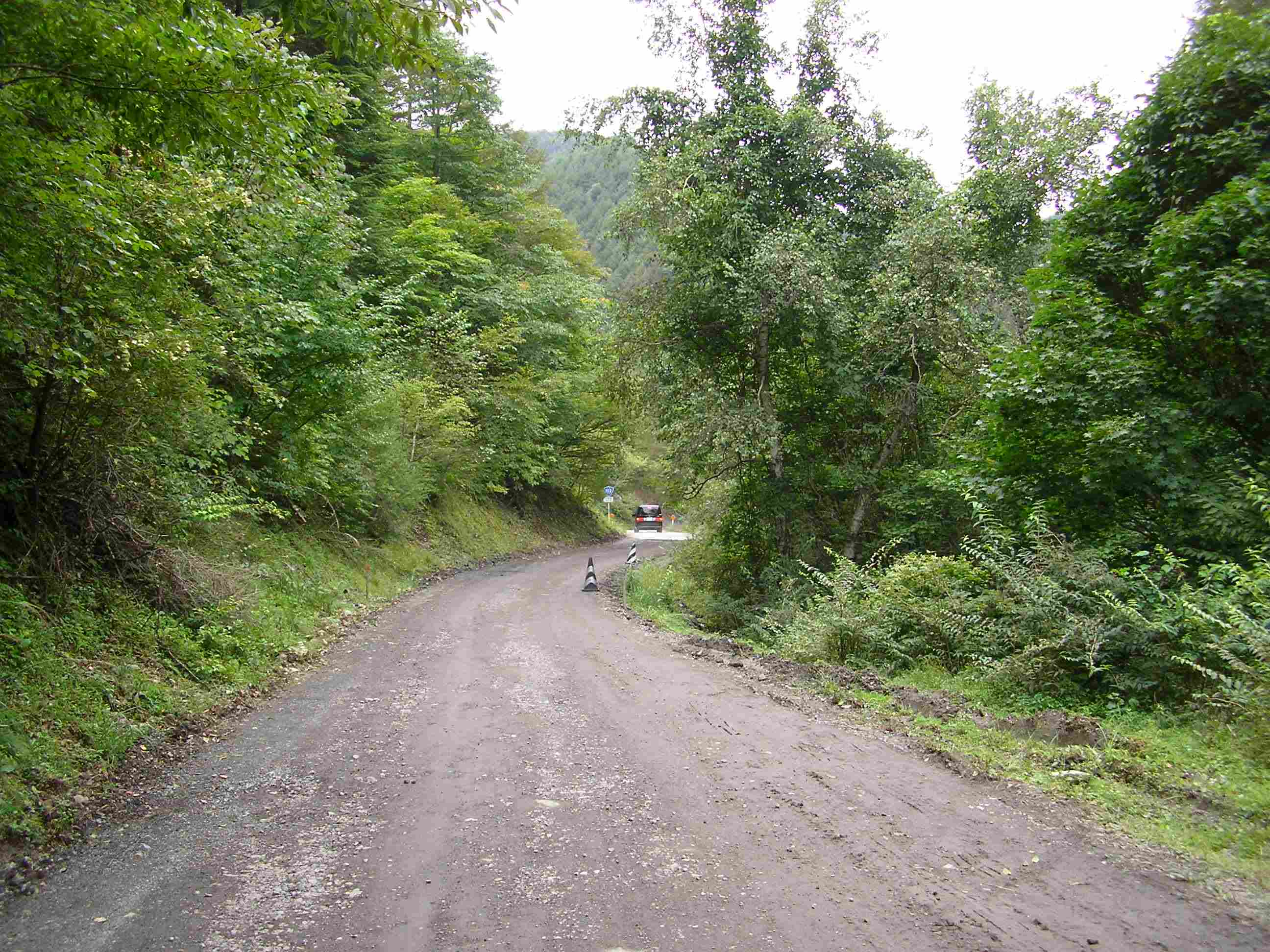
分杭峠から大鹿村への下り。舗装は一時的にはがされているが、前後の舗装区間ともども幅員は自動車1台分強しかない。（2006年）
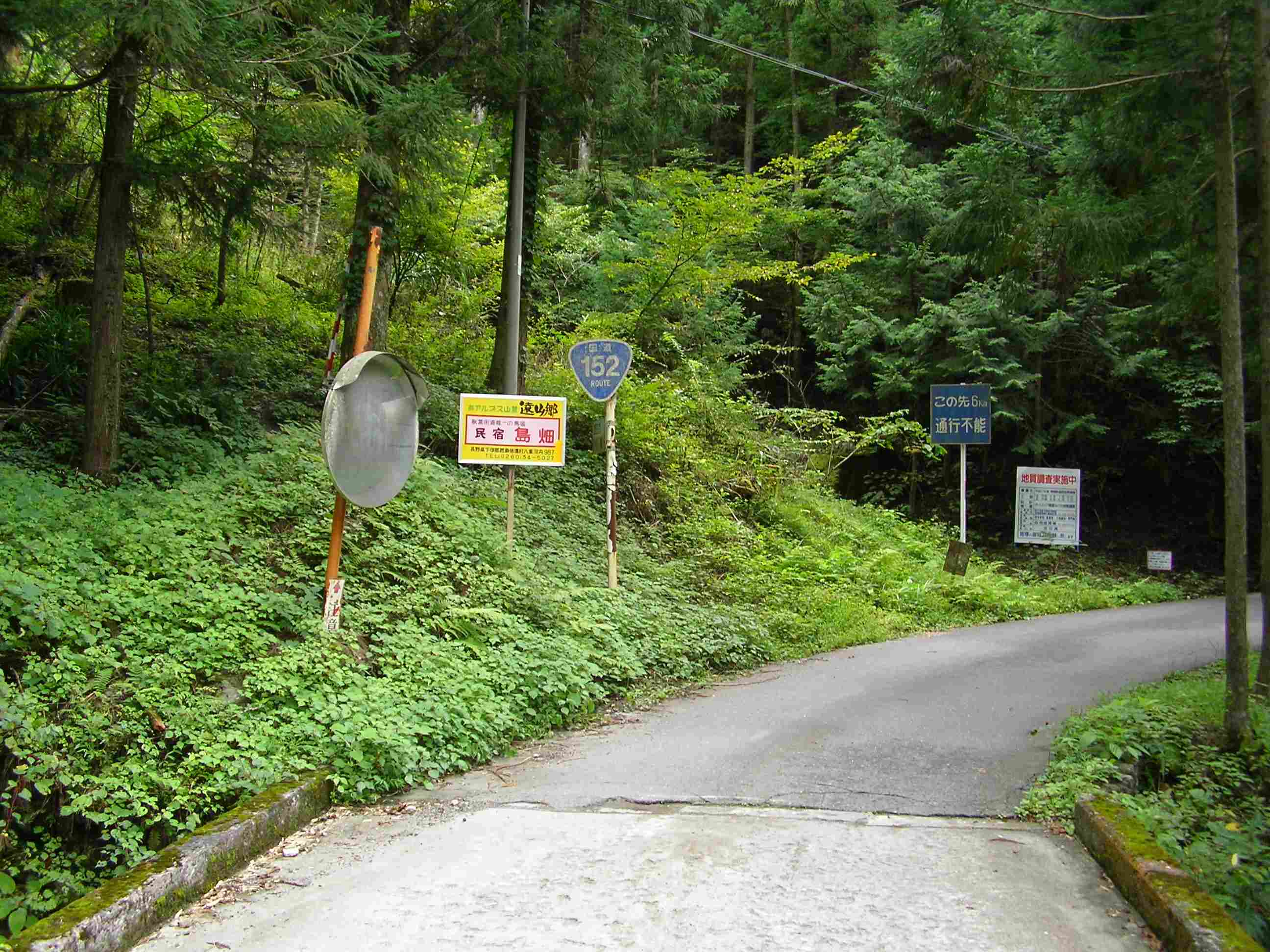
飯田市の旧・南信濃村地内。抜け道となる兵越林道が分岐する地点。この先、青崩峠手前で行き止まりとなる。（2006年）

### 道路施設

#### 道の駅
- 長野県
  - マルメロの駅ながと（小県郡長和町）
  - 南アルプスむら長谷（伊那市長谷非持）
  - 歌舞伎の里大鹿（下伊那郡大鹿村）
  - 遠山郷（飯田市南信濃和田）
- 静岡県
  - 天竜相津花桃の里（浜松市天竜区大川）

## 地理

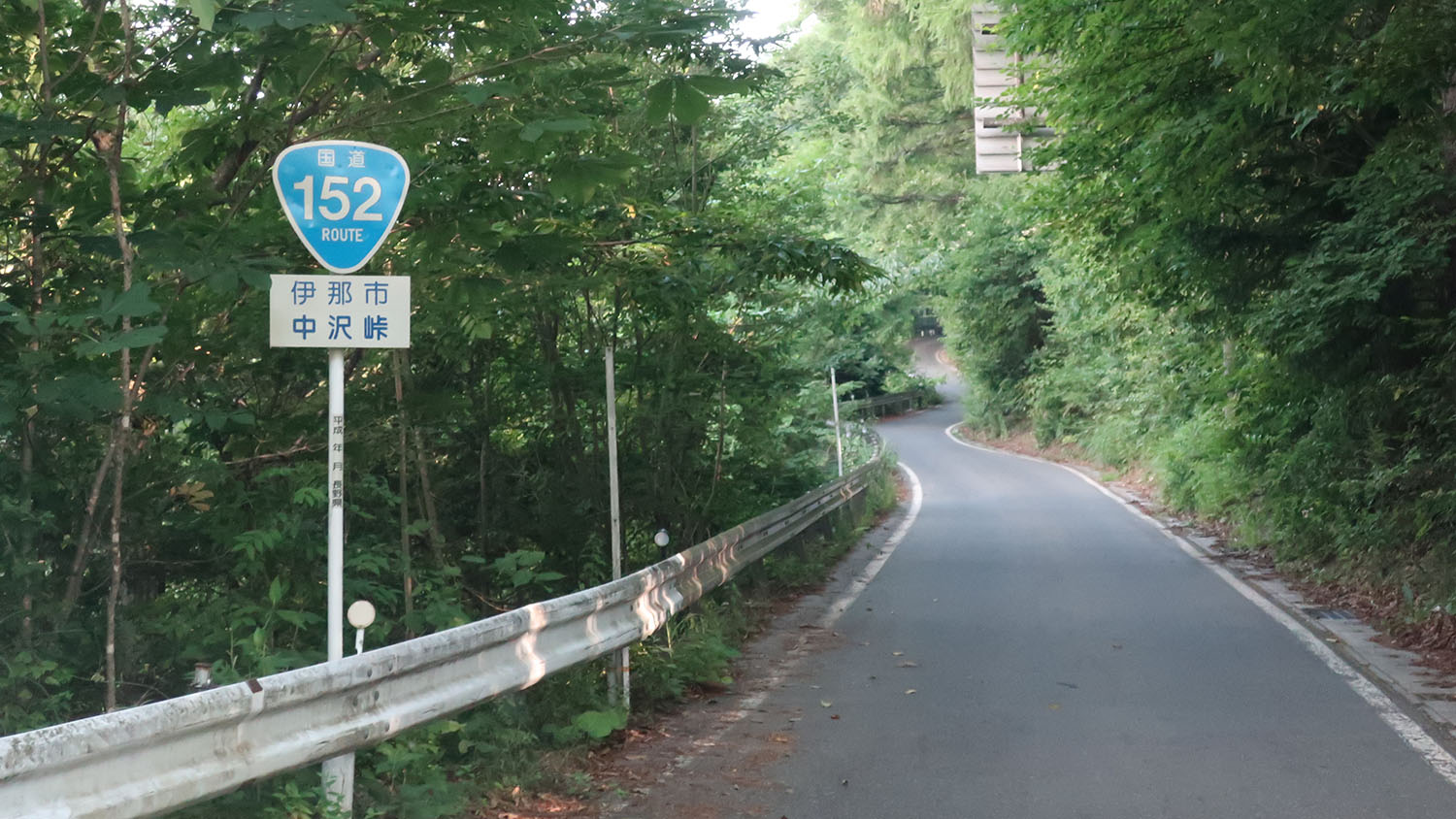
中沢峠付近
長野県伊那市長谷浦

長野県内は八ヶ岳を横断し、南アルプス西側の谷に沿う山岳道路で、北から順に大門峠、杖突峠、中沢峠、分杭峠、地蔵峠、青崩峠と6つの峠を越えてゆく。
本国道が通る谷は中央構造線と呼ばれる地質活動で出来たもので、大鹿村北川に見られる断層崖（北川露頭）は日本ジオパークに指定された。不通区間となっている地蔵峠と青崩峠も中央構造線の破砕帯上に位置する難所であることから、地盤がもろく崩れやすい地質であるためにトンネル掘削が困難とされており、この周辺一帯は緑の深い山林で民家もほとんど見られず、秘境ともいわれている。浜松市街地周辺で平野となり、同市の都市部中心街のメインストリートとなっている。

### 通過する自治体
- 長野県
  - 上田市 - 小県郡長和町 - 茅野市 - 伊那市 - 下伊那郡大鹿村 - 飯田市
- 静岡県[注釈 12]
  - 浜松市（天竜区 - 浜名区 - 中央区）

### 交差する道路
長野県
- 国道18号（上田市・大屋交差点）
- 国道254号（上田市・腰越上交差点）

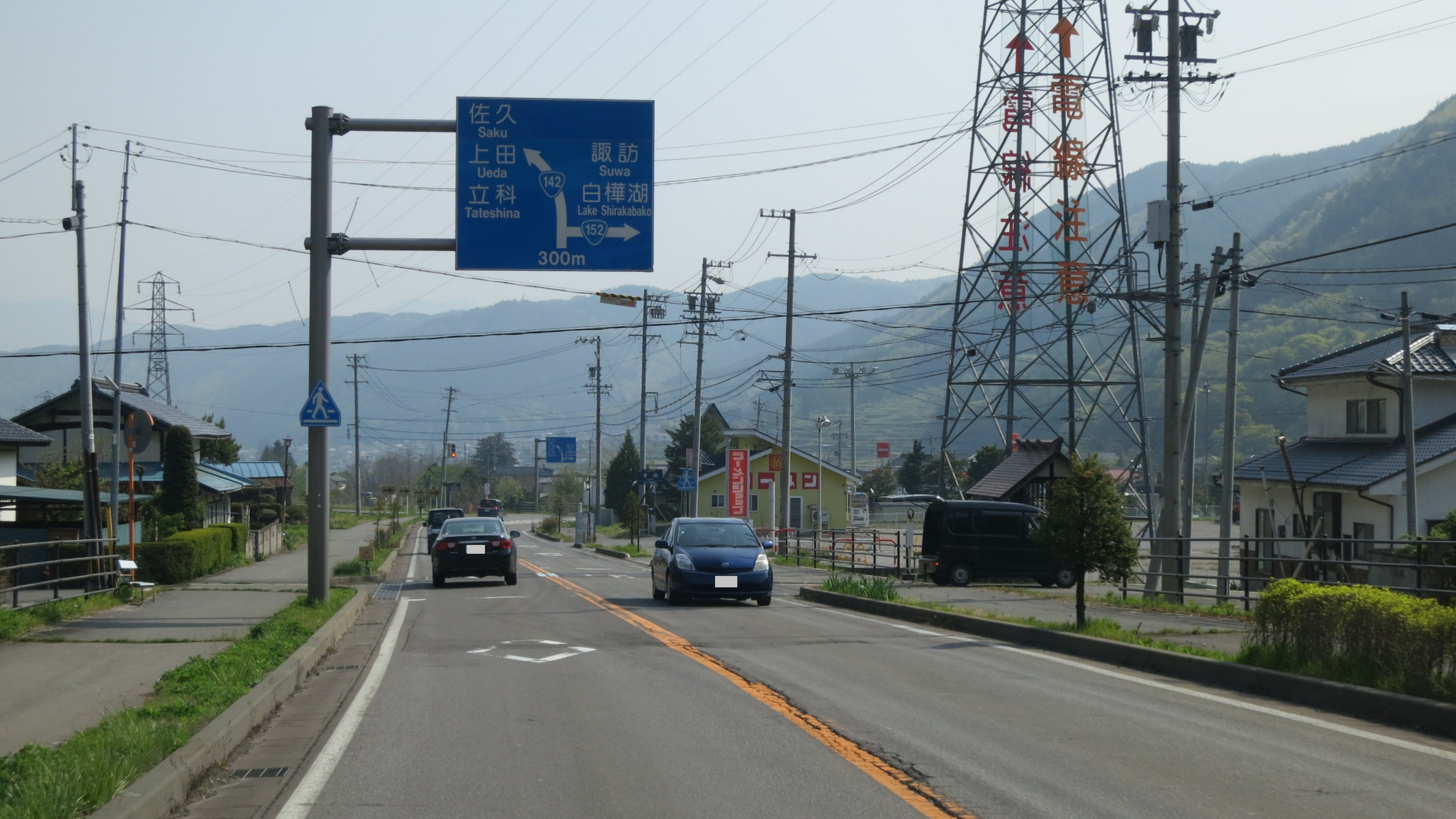
国道142号との分岐
長野県小県郡長和町

- 国道254号（小県郡長和町・依田窪病院入口 / 有坂交差点[注釈 11]）
- 国道142号（小県郡長和町・長久保交差点）
- 国道299号（茅野市・芹ヶ沢交差点）
- 国道299号（茅野市湖東）
- 国道20号（茅野市・新井交差点）
- 国道361号（伊那市高遠町西高遠）
- 国道474号（飯田市上村程野）
- 国道256号（飯田市上村）
- 国道418号（飯田市下市場）

静岡県
- 国道473号（浜松市天竜区佐久間町・大井橋交差点）
- 国道362号・国道473号（浜松市天竜区・山東交差点）
- 国道362号（浜松市浜名区・根堅交差点）
- 新東名高速道路（浜松市浜名区・浜松浜北IC）
- 国道257号（浜松市中央区・連尺交差点）
- 国道150号（浜松市中央区相生町）
- 国道1号（浜松市中央区・安新交差点）

### 主な峠
- 大門峠（標高1,441 m）：長野県長和町 - 長野県茅野市
- 杖突峠（標高1,247 m）：長野県茅野市 - 長野県伊那市
- 分杭峠（標高1,420 m）：長野県伊那市 - 長野県大鹿村
- 地蔵峠（標高1,290 m）：長野県大鹿村 - 長野県飯田市
- 青崩峠（標高1,082 m）：長野県飯田市 - 静岡県浜松市天竜区

## ギャラリー

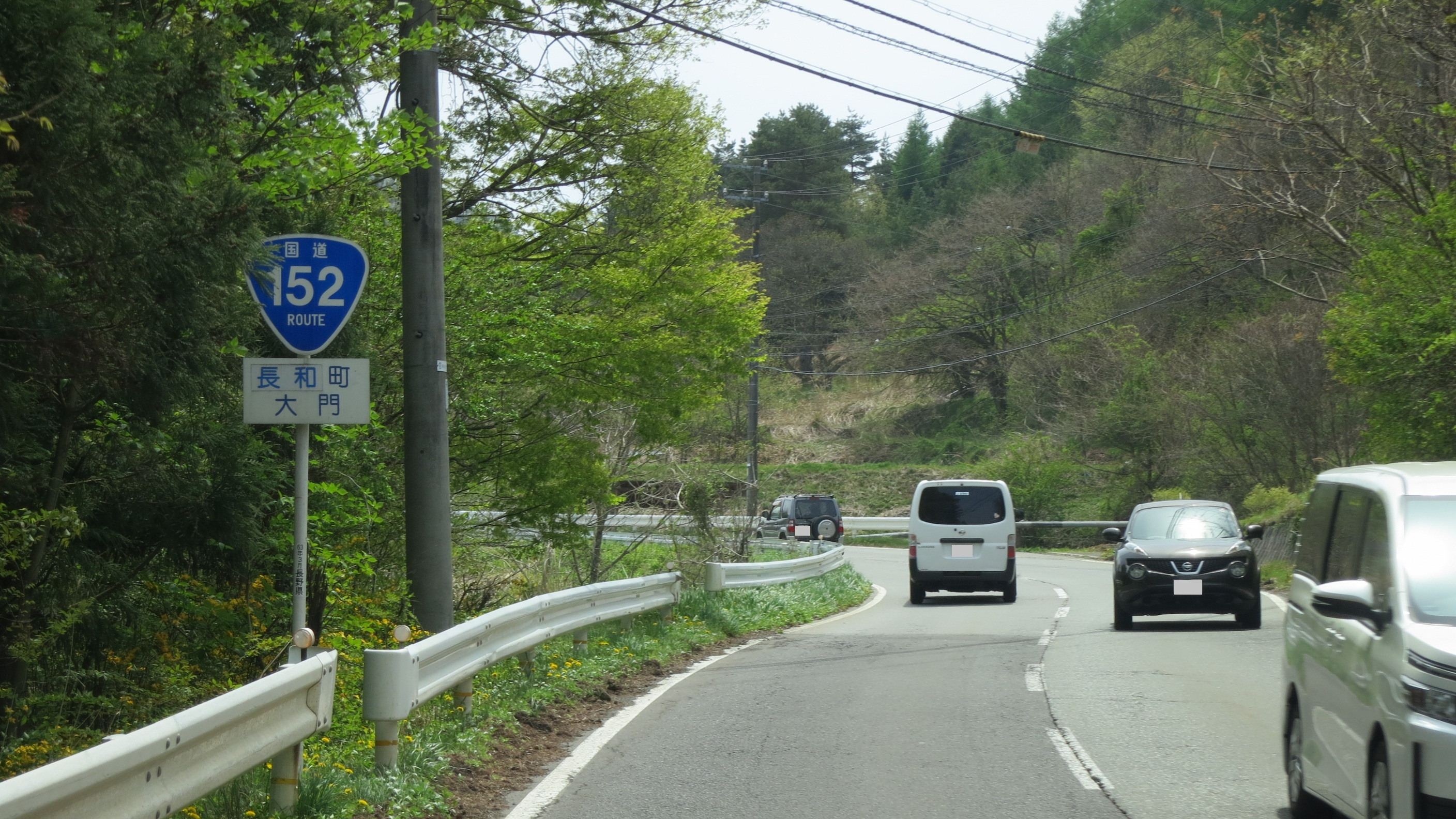
長野県小県郡長和町
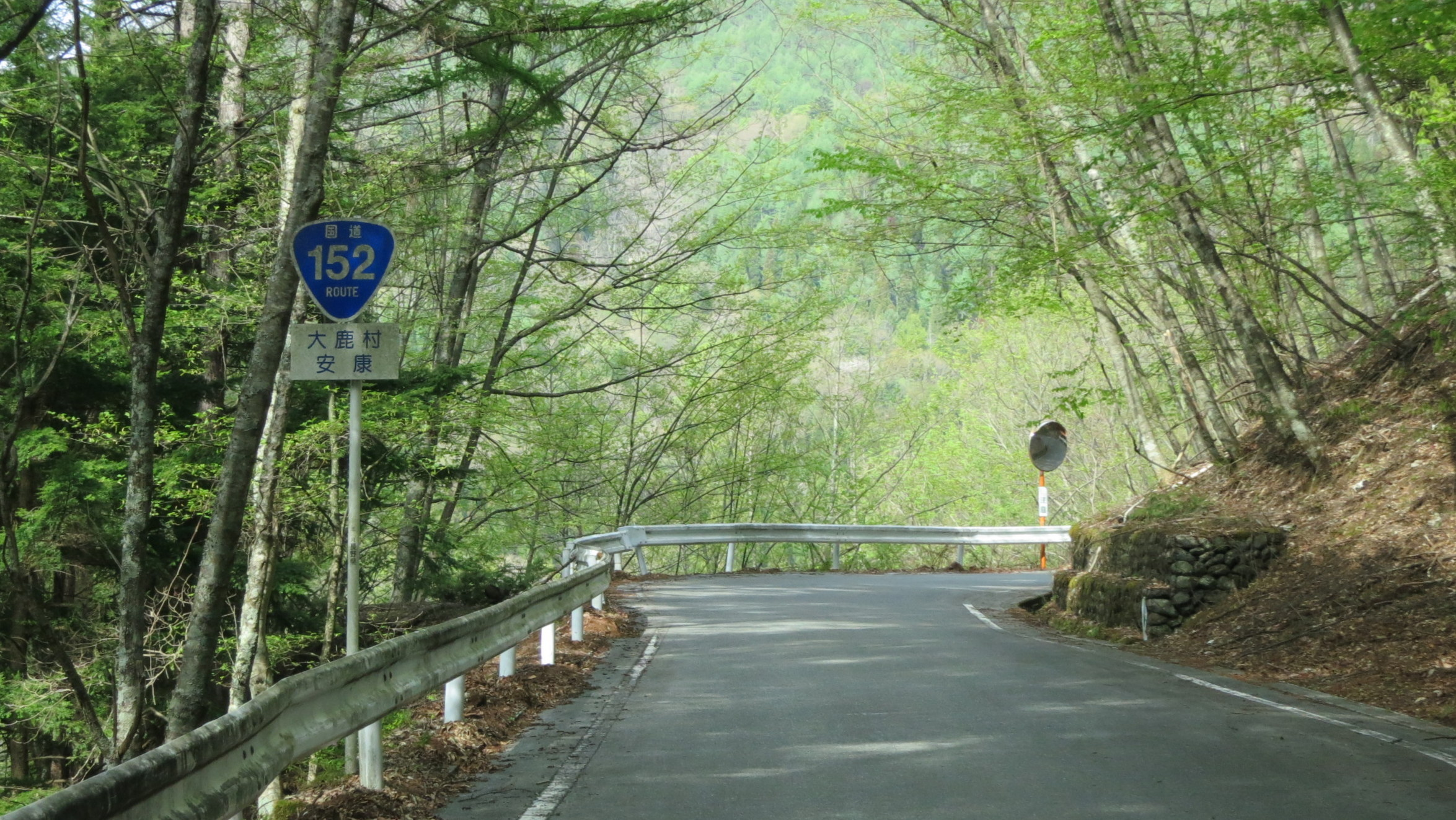
長野県下伊那郡大鹿村
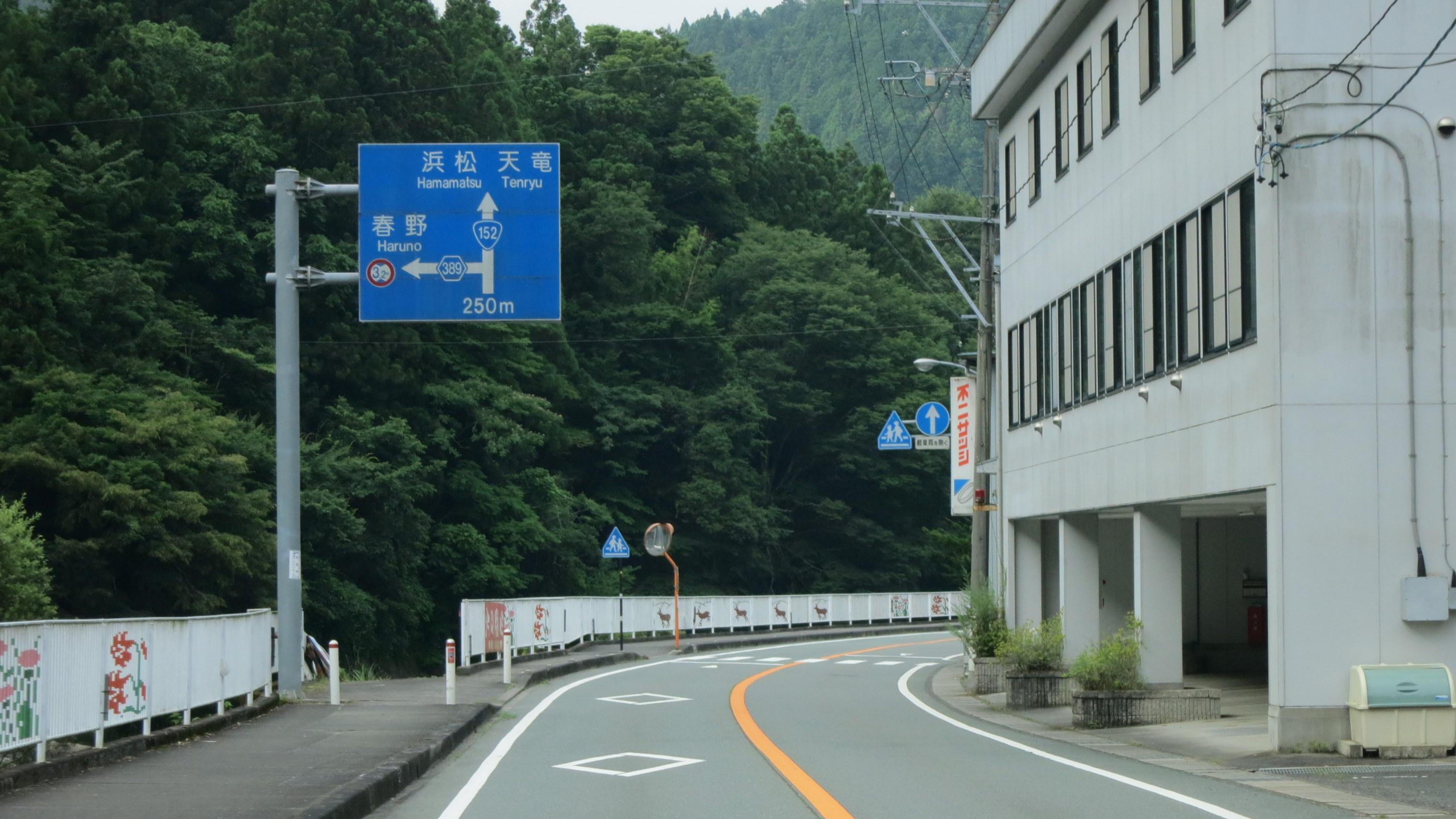
浜松市天竜区水窪町
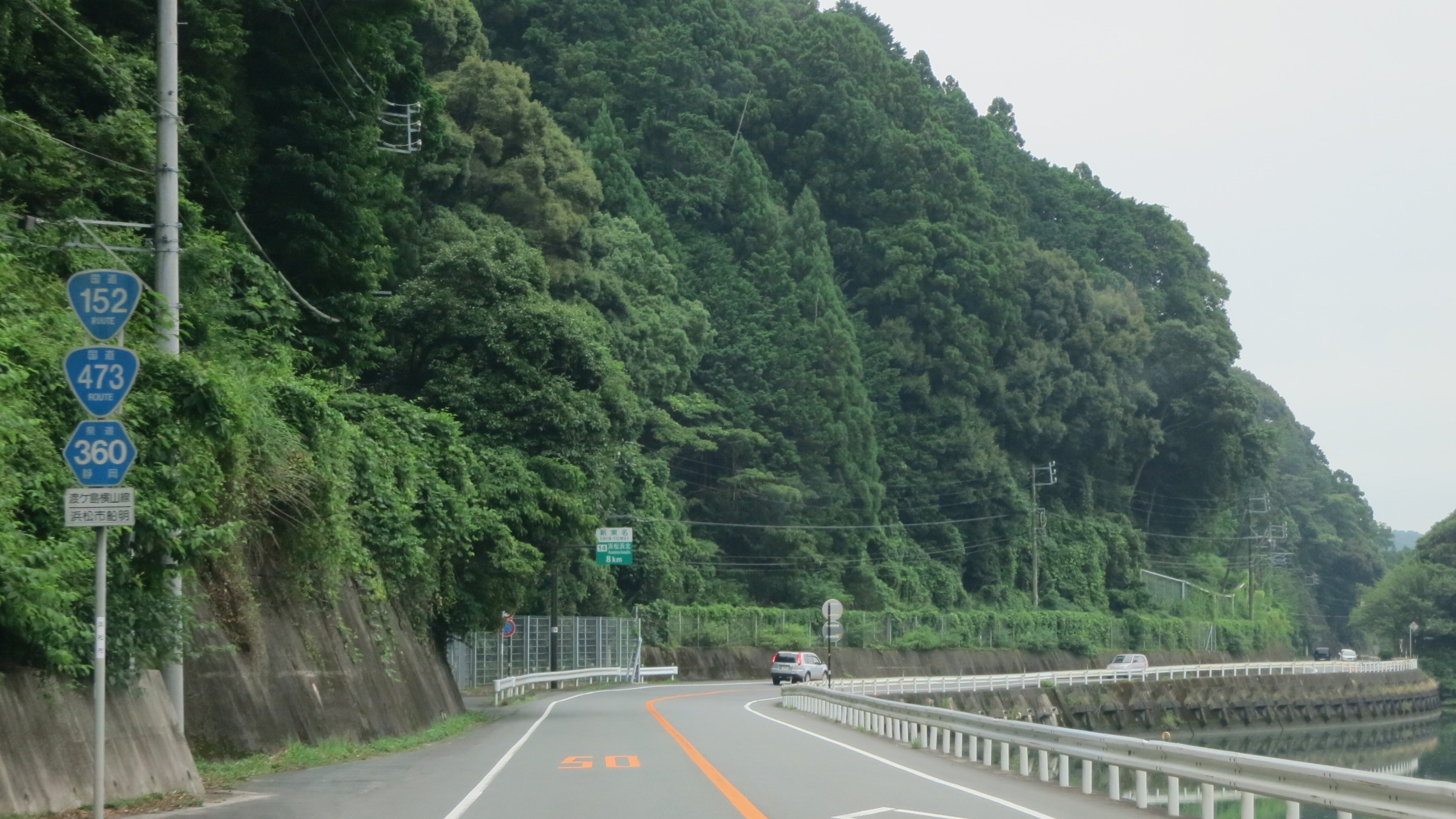
国道473号との重複 静岡県浜松市天竜区船明
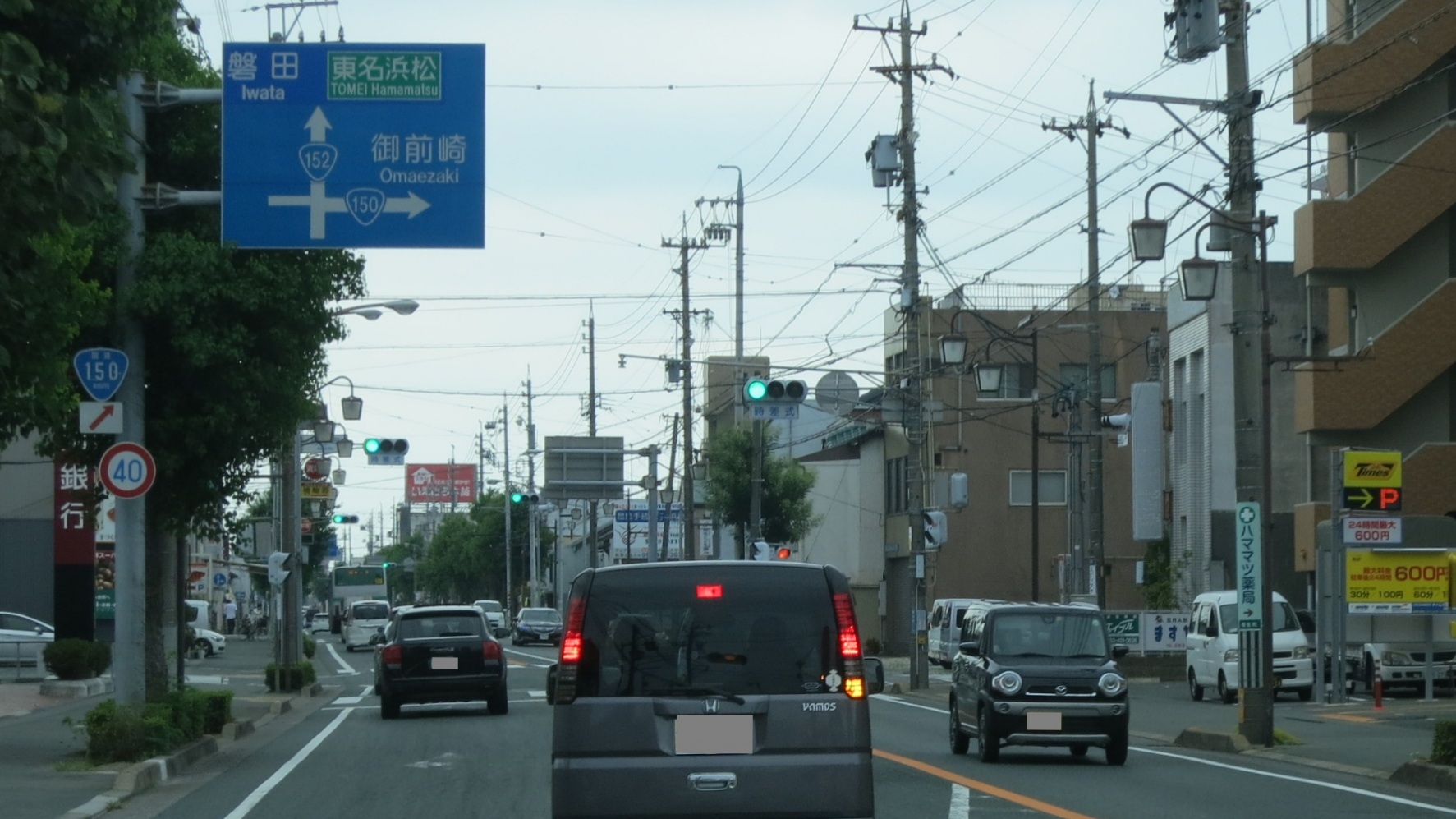
国道150号との分岐 静岡県浜松市中央区